# Marlain Angelidou
Marlain Angelidou (Grieks: Μαρλαίν Αγγελίδου) (Athene, 6 september 1978) is een Cypriotisch zangeres.

## Biografie
Angelidou raakte bekend bij het Cypriotische publiek door haar deelname aan de Cypriotische nationale preselectie voor het Eurovisiesongfestival 1999. Met het nummer Tha 'ne erotas wist ze deze overtuigend te winnen, waardoor ze haar vaderland mocht vertegenwoordigen op in Jeruzalem. Daar eindigde ze op een teleurstellende 22ste en voorlaatste plek, met amper twee punten.
In 2003 was ze een van de medeoprichtsters van Hi-5, een populaire Griekse meidengroep. De groep ging twee jaar later wel uit elkaar.